# 신데렐라땃쥐
신데렐라땃쥐(Crocidura cinderella)는 땃쥐과에 속하는 포유류의 일종이다. 부르키나파소와 감비아, 기니비사우, 말리, 모리타니, 니제르 그리고 세네갈에서 발견된다. 자연 서식지는 건조한 사바나 지역이다.